# Алигерн
Алигерн (лат. Aligernus; VI век) — один из командиров армии королевства остготов, один из последних лидеров остготского сопротивления Византийской империи.

## Биография
По свидетельству Агафия Миринейского, Алигерн был сыном Фредигерна (Фритигерна) и младшим братом короля остготов Тейи. Однако по мнению Прокопия Кесарийского, Алигерн приходился младшим братом другому королю остготов — Тотиле. Видимо, один из авторов допустил неточность.
Впервые Алигерн упоминается в 552 году Прокопием Кесарийским. Тот писал, что тогда Тотила назначил Геродиана и Алигерна совместно руководить городом Кумы. Что далее произошло с Геродианом, неизвестно. Упоминается, что Алигерн оборонял город в 554 году, уже после смерти Тотилы и Тейи. Агафий Миринейский объяснял сопротивление Алигерна византийской армии сильной оборонительной позицией города и обилием в городе запасов продовольствия.
Ситуация изменилась с вторжением франков на Апеннинский полуостров. Новая угроза повлияла на решение Алигерна сдать город византийцам в конце 553 или в начале 554 года. Командовавший византийской армией в Италии Нарсес принял от Алигерна ключи от города. Нарсес немедленно отправил Алигерна в город Чезена для первой схватки с франками. Однако попытка остановить поход франков на Кумы потерпела неудачу.
В октябре 554 года Алигерн сражался на стороне византийцев в битве при Вольтурно, где они одержали решительную победу.